# ویلی اپلگارت
ویلی اپلگارت (انگلیسی: Willie Applegarth؛ ۱۱ مه ۱۸۹۰ – ۵ دسامبر ۱۹۵۸) دونده اهل بریتانیا بود.